# 7124 Glinos
7124 Glinos (1990 OJ4) là một tiểu hành tinh vành đai chính được phát hiện ngày 24 tháng 7 năm 1990 bởi H. E. Holt ở Palomar.